# Diósgyőri Stadion
Diósgyőri Stadion – nieistniejący już wielofunkcyjny stadion w Miszkolcu, na Węgrzech. Obiekt funkcjonował w latach 1939–2016. Pod koniec swego istnienia mógł pomieścić 8454 widzów. Swoje spotkania rozgrywali na nim piłkarze klubu Diósgyőri VTK. W miejscu stadionu powstał nowy, typowo piłkarski obiekt, otwarty w 2018 roku.
Stadion klubu Diósgyőri VTK, położony w zachodniej części Miszkolca został otwarty 25 czerwca 1939 roku. Powstała wówczas trybuna główna po stronie zachodniej istniała aż do końca funkcjonowania obiektu. 26 maja 1968 roku zainaugurowano nowe trybuny, otaczające bieżnię ze wszystkich pozostałych stron i posiadające charakterystyczne wcięcia. 15 listopada 2003 roku oddano do użytku sztuczne oświetlenie stadionu. W roku 2006 wyremontowano trybunę główną. W latach 2009–2010 wyburzono część trybun od strony wschodniej i wybudowano w to miejsce zupełnie nową, zadaszoną trybunę. W październiku 2016 roku rozegrano na stadionie ostatnie mecze, po czym przystąpiono do jego rozbiórki, a następnie w jego miejscu wybudowano zupełnie nowy, typowo piłkarski stadion na niecałe 15 000 widzów. Jego otwarcie miało miejsce 5 maja 2018 roku.
18 czerwca 1991 roku na stadionie rozegrano mecz finałowy piłkarskiego Pucharu Węgier (Ferencvárosi TC – Váci Izzó MTE 1:0).